# Heinrichsthal
Heinrichsthal er en kommune i Landkreis Aschaffenburg i det bayerske Regierungsbezirk Unterfranken i Tyskland, og en del af Verwaltungsgemeinschaft Heigenbrücken.

## Geografi
Heinrichsthal ligger i regionen Bayerischer Untermain.
Kommunen består af landsbyerne: Altenplos, Cottenbach, Heinersreuth, Unterwaiz. Bebyggelserne Unterlohrgrund og Oberlohrgrund er også en del af kommunen.

## Historie
Som en del af Ærkestiftet Mainz kom 1803 Heinrichsthal under det da nydannede Fyrstedømmet Aschaffenburg og kom i 1814 under Bayern , hvor den nuværende kommune blev oprettet i 1818.